# BMW 503

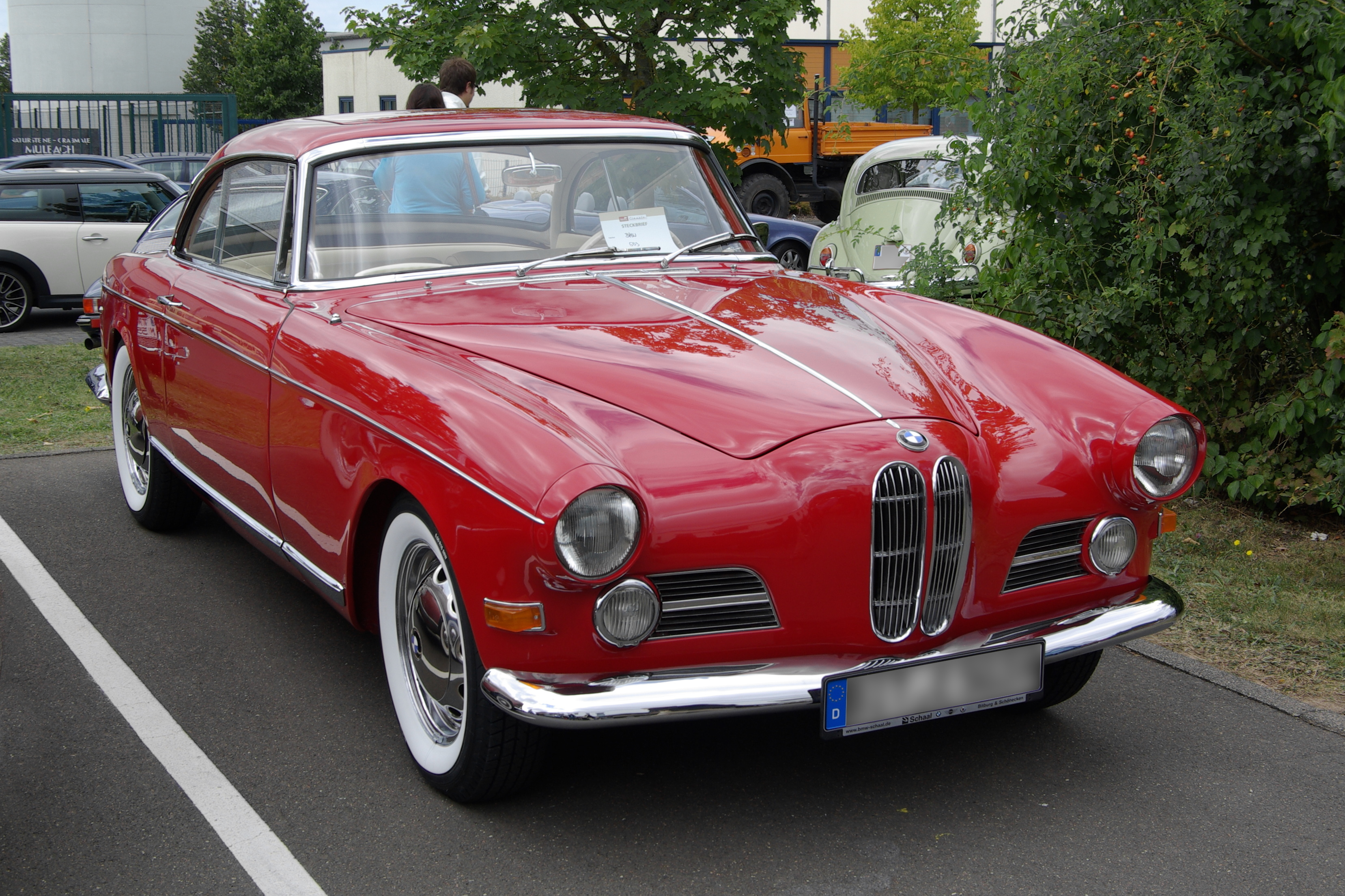
BMW 503 Coupé

BMW 503 är en personbil, tillverkad av den tyska biltillverkaren BMW mellan 1956 och 1959.
På bilsalongen i Frankfurt 1955 presenterades BMW 503, tillsammans med den sportigare 507-modellen. Bägge bilarna hade ritats av den tysk-amerikanske formgivaren Albrecht von Goertz. 503:an var en elegantare tvådörrarsversion av ”barockängeln”. Den såldes med öppen eller täckt kaross.

## Motor
| Modell | Motor             | Cylindervolym | Effekt | Bränslesystem    |
| ------ | ----------------- | ------------- | ------ | ---------------- |
| 503    | 8-cyl V-motor ohv | 3168 cm³      | 140 hk | Dubbla förgasare |